# Klaus Lips
Klaus Lips (* 1962 in Carlsdorf) ist Professor für Physik am Helmholtz-Zentrum Berlin für Materialien und Energie.

## Leben
Klaus Lips wurde in Nordhessen geboren. Er besuchte von 1968 bis 1972 die Heiligenstockschule in Hofheim am Taunus. Nach einem kurzen Aufenthalt in den USA, wo er 1972 die Grammar School in Naperville besuchte, war er von 1973 bis 1981 an der Deutschen Internationalen Schule Den Haag. Nach seinem Abitur studierte er 1981/82  Physik an der Universität Leiden und anschließend bis zu seinem Diplom in Marburg. In Marburg promovierte er 1994 mit Spinabhängigkeit von Transport und Rekombination in Filmen und Solarzellen aus amorphem Silizium. Anschließend war er bis 1996 als Post Doc am National Renewable Energy Laboratory in den USA. 1996 wurde er wissenschaftlicher Mitarbeiter am Hahn-Meitner-Institut (heute Helmholtz-Zentrum Berlin) und baute ein Labor für Elektronenspinresonanz und Photolumineszenz auf. 2005 bis 2006 war kommissarischer Leiter der Abteilung für Silizium-Photovoltaik, anschließend stellvertretender Direktor des Instituts für Silizium-Photovoltaik des Helmholtz-Zentrums.
Im Dezember 2012 wurde er zum Professor am Fachbereich Physik der Freien Universität Berlin.
Klaus Lips ist verheiratet und hat vier Kinder.

## Werk
Seit 2008 ist Klaus Lips Sprecher des interdisziplinären BMBF-Netzwerks „EPR-Solar“. Dieses will mit Hilfe von Elektronenspinresonanz-Methoden Defektzustände und Ladungsträgerdynamiken in Dünnschichtsilizium vermessen. Dabei soll u. a. der Staebler-Wronski-Effekt geklärt werden, welcher die Alterung von Dünnschichtsolarzellen aus amorphem Silizium bedingt.